# Ármou
Ármou är en ort i Cypern.   Den ligger i distriktet Eparchía Páfou, i den västra delen av landet, 90 km sydväst om huvudstaden Nicosia. Ármou ligger 257 meter över havet och antalet invånare är 357. Den ligger på ön Cypern.
Terrängen runt Ármou är huvudsakligen kuperad, men åt sydväst är den platt. Trakten runt Ármou är ganska glesbefolkad, med 25 invånare per kvadratkilometer. Närmaste större samhälle är Pafos, 5,5 km sydväst om Ármou. Trakten runt Ármou består till största delen av jordbruksmark.
Medelhavsklimat råder i trakten. Årsmedeltemperaturen i trakten är 22 °C. Den varmaste månaden är juli, då medeltemperaturen är 33 °C, och den kallaste är januari, med 11 °C. Genomsnittlig årsnederbörd är 572 millimeter. Den regnigaste månaden är januari, med i genomsnitt 123 mm nederbörd, och den torraste är augusti, med 2 mm nederbörd.